# Sindromul Waardenburg
Sindromul Waardenburg este un grup de disfuncții genetice rare, care poate provoca modificări în colorarea (pigmentarea) pielii, a părului și a ochilor și poate cauza pierderea auzului.
Problemele de pigmentare includ prezența ochilor albaștri strălucitori sau un ochi albastru și unul căprui, decolorări ale pielii sau părului de pe cap.
Numele provine de la oftalmologul și geneticianul olandez Petrus Johannes Waardenburg⁠(en)[traduceți], care a descris sindromul pentru prima dată în 1951.